# Hindenburg (cepelin)
LZ 129 Hindenburg (registracija: D-LZ 129) bio je veliki njemački komercijalni putnički cepelin, vodeći zračni brod u klasi Hindenburg. Bio je najduži u klasi letećih naprava i najveći zrakoplov po obujmu te širini i visini. Projektiran je i izgrađen u tvrtci Zeppelin (Luftschiffbau Zeppelin GmbH) na obali Bodenseea u Friedrichshafenu. Zrakoplov je letio od ožujka 1936. godine do 6. svibnja 1937. kada je pri slijetanju u Mornaričku zrakoplovnu bazu Lakehurst (Manchester Township, New Jersey), nakon svog prvog transatlantskog putovanja za Sjevernu Ameriku, potpuno izgorio. U nesreći je poginulo trideset i šest osoba.
Hindenburg je dobio ime po feldmaršalu Paulu von Hindenburgu (1847. – 1934.),  predsjedniku Njemačke od 1925. do 1934. godine.

## Dizajn i razvoj
Hindenburg je imao duraluminijsku konstrukciju koja uključuje uzduž poredanih 15 pregrada u obliku velikih obruča između kojih se nalazilo 16 pamučnih vreća ispunjenih plinom. Pregrade su bile međusobno ojačane uzdužnicama postavljene u krug uzduž pregrada. Oplata cepelina bila je od pamuka impregniranog s mješavinom reflektirajućih materijala kako bi se plinske vreće zaštitile od ultraljubičastog zračenja koje bi ih oštetilo i infracrvenog zračenja koje bi moglo izazvati pregrijavanje. Godine 1931. tvrtka Zeppelin kupila je u listopadu 1930. godine 5000 kg duraluminija koji su spašeni nakon pada britanskog cepelina R101 te su ga nakon recikliranja koristili u gradnji Hindenburga.
Za unutrašnji dizajn Hindenburga bio je zadužen Fritz August Breuhaus čije je dizajnersko iskustvo bilo uključeno u vagone Pullman Coachesa, prekooceanske linijske brodove kao i ratne brodove za Njemačku ratnu mornaricu.
U sredini gornje "A" palube nalazile su se velike javne prostorije: blagovaonica s lijeve i dnevni boravak s prostorijom za pisanje na desnoj strani (gledajući prema nosnom dijelu zrakoplova). Male putničke kabine protezale su se oko ovih prostorija. Slike na zidovima blagovaonice prikazivale su putovanja Graf Zeppelina u Južnu Ameriku. Stilizirana karta svijeta prekrivala je zid u dnevnom boravku. Dugi kosi prozori nalazili su se uzduž obje palube. Od putnika se očekivalo kako će većinu svog vremena provesti u javnim prostorima, a ne svojim skučenim kabinama.
Na donjoj "B" palubi nalazile su se praonice, blagovaonica za posadu te prostorija za pušenje. Harold G. Dick, američki predstavnik iz tvrtke Goodyear Zeppelin se prisjeća: "Jedini ulaz u prostoriju za pušenje (koja je bila pod tlakom kako bi se spriječio ulazak vodika ako bi negdje propuštao) bio je preko bara koji je imao nepropusna vrata sa zakretnim zaključavanjem, a svi putnici koji su htjeli ući bili su pomno pretraženi od upravitelja bara kako bi bili sigurni da ne nose upaljenu cigaretu ili lulu."

### Upotreba vodika umjesto helija
Kao plin za podizanje prvobitno je bio odabran helij jer je radi svoje nezapaljivosti najsigurniji za zračne brodove.  Međutim, u to vrijeme je helij bio relativno rijedak i iznimno skup. Dostupan je bio samo kao popratni proizvod izvornog prirodnog plina koje su se nalazili u SAD-u. Vodik se, u usporedbi, mogao jeftino proizvesti od strane bilo koje industrijalizirane nacije, lakši je od helija i postiže veći uzgon. Zbog svoje rijetkosti i troška, američki zračni brodovi koji koriste helij bili su prisiljeni očuvati plin po svaku cijenu što je otežavalo njihov rad.
Unatoč zabrani američkog izvoza helija (prema zakonu koji je taj plin odredio kao materijal s "vojnom vrijednosti"), Nijemci su osmislili cepelin za korištenje daleko sigurnijeg plina u uvjerenju kako će uvjeriti američku vladu za odobrenje izvoza. Kada su dizajneri doznali kako Amerika ne će odustati od zabrane izvoza bili su prisiljeni prilagoditi Hindenburg za korištenje vodika kao plina za uzgon. Unatoč opasnosti korištenja zapaljivog vodika nijedan alternativni plin koji može pružiti dovoljno uzgona nije mogao biti proizveden u odgovarajućim količinama. Jedina korisna strana je bila mogućnost ugradnje više putničkih kabina. Njemačka duga povijest letenja vodikom ispunjenih putničkih zračnih brodova bez ijedne ozljede ili nezgode izazvalo je općeprihvaćeno vjerovanje kako su ovladali sigurnim korištenjem vodika. Hindenburgova prva sezona letenja to je i demonstrirala.

## Predstavljanje i probni let
Pet godina nakon što je 1931. godine počela njegova gradnja, Hindenburg je sa zeppelinovog terena u Friedrichshafenu 4. ožujka 1936. napravio svoj prvi probni let s 87 putnika i članova posade. U zračnom brodu kao kapetan bio je predsjednik tvrtke Zeppelin dr. Hugo Eckener, bivši kapetan cepelina iz Prvog svjetskog rata potpukovnik Joachim Breithaupt kao predstavnik njemačkog ministarstva zrakoplovstva, još osam kapetana tvrtke Zeppelin, 47 drugih članova posade te 30 zaposlenika kao putnici. Iako je ime Hindenburg Eckener odabrao više od godinu dana ranije, na trupu su tijekom svih šest probnih letova bili prikazani samo cepelinova registracija (D-LZ129) i pet olimpijskih krugova (kao promocija Ljetnih olimpijskih igara u Berlinu 1936.). 
Kada je na svom drugom probnom letu cepelin prošao preko Münchena, tadašnji gradonačelnik Karl Fiehler upitao je putem radija Eckenera za ime LZ129, na što je on odgovorio: "Hindenburg".
Javno iznošenje cepelinovog imena uvelike je naljutilo tadašnjeg ministra propagande Josepha Goebbelsa, koji je odmah sljedeći dan pozvao Eckenera u Berlin na sastanak, na kojem je nacistički ministar otvoreno izjavio kako je cepelin htio preimenovan u Adolf Hitler. Kad je Eckener to odbio učiniti, Goebbels je odlučio kako će zrakoplov u Njemačkoj biti prepoznat samo kao "LZ 129" te upozorio Eckenera da je lako mogao napraviti svjetski poznati cepelin s imenom koji bi bio favoriziran u njemačkim medijima. Slova naziva Hindenburg bila su ispisana crvenom bojom i 1,8 m visoka a na trup cepelina bila su upisana tri tjedna kasnije bez održane službene ceremonije imenovanja.
Cepelin je korišten u komercijalne svrhe od strane tvrtke Deutsche Zeppelin Reederei GmbH (DZR), koju je u ožujku 1935. osnovao Hermann Göring kako bi povećao nacistički utjecaj u poslovanju Zeppelina. DZR je sudjelovao u vlasništvu Luftschiffbau Zeppelina (graditelj cepelina), a Njemačko ministarstvo zrakoplovstva (Reichsluftfahrtministerium) i Deutsche Lufthansa AG (Njemačka nacionalna zrakoplovna tvrtka u to vrijeme) koristile su LZ 127 Graf Zeppelin tijekom posljednje dvije godine za komercijalne letove u Južnu Ameriku (od 1935. do 1937.) Hindenburg i njegov sestrinski brod LZ 130 Graf Zeppelin II (predstavljen u rujnu 1938.), bili su jedina dva zračna broda ikada namijenjeni redovnim komercijalnim transatlantskim putničkim letovima, iako LZ 130 nikada nije ušao u putnički servis prije nego što je otpisan u 1940. godini.
Nakon ukupno šest probnih letova tijekom tri tjedna sa zeppelinovih dokova gdje je izgrađen, Hindenburg je bio spreman i javnosti je predstavljen s promotivnim letom od 6,598 km preko Njemačke (Die Deutschlandfahrt) od 26. do 29. ožujka zajedno s Graf Zeppelinom. 
Slijedio je prvi komercijalni putnički let 31. ožujka, četverodnevno transatlantsko putovanje u Rio de Janeiro iz Zračne luke Friedrichshafen u blizini Lowenthala. S istog mjesta cepelin 6. svibnja ponovno kreće na prvo od deset kružnih putovanja u Sjevernu Ameriku tijekom 1936. godine.  Svi ostali prekooceanski letovi Hindenburga za Sjevernu i Južnu Ameriku bili su iz Zračne luke u Frankfurtu.

## Posljednji let
Nakon prvog leta za Južnu Ameriku krajem ožujka u sezoni 1937. godine, Hindenburg 3. svibnja navečer napušta Frankfurt i kreće prema Lakehurstu na svoje prvo zakazano kružno putovanje između Europe i Sjeverne Amerike te sezone. Iako su jaki čeoni vjetrovi usporili prijelaz i uzrokovali desetosatno kašnjenje, let je protekao rutinski.
I samo slijetanje Hindenburga 6. svibnja odgođeno je za nekoliko sati kako bi se izbjegla oluja koja je prolazila preko Lakehursta. Oko 7:00 sati cepelinu je odobren završni prilaz u Pomorsku zrakoplovnu bazu, koji je na nadmorskoj visini 200 m napravljen pod vodstvom kapetana Maxa Prussa. Kada je u 7:21 sati zemaljsko osoblje prihvatilo nekoliko užadi spuštenih iz nosnog dijela cepelina, Hindenburg se iznenada zapalio i u samo 37 sekundi pao na zemlju. Od 36 putnika i 61 članova posade na brodu, 13 putnika i 22 člana posade je poginulo. S jednom poginulom osobom zemaljske posade ukupno je u nesreći izgubljeno 36 života.
Točna lokacija izvora i uzroka zapaljenja ostali su teme rasprava. Uzrok nesreće nije nikada konačno utvrđen iako su predložene mnoge hipoteze. Vodik koji propušta će gorjeti nakon miješanja sa zrakom i eksplodirat će ako mješavina postigne pravi omjer. Oplata je također sadržavala materijale (kao što su celuloza nitrata i aluminijske ploče) za koje su Addison Bain i drugi stručnjaci tvrdili kako su vrlo zapaljivi kada su kombinirani u pravim omjerima. Ova teorija je vrlo kontroverzna i odbijena je od strane drugih znanstvenika jer je vanjska oplata izgarala presporo da bi uzrokovala tako brzo širenje plamena a vodik kao uzrok požara i ranije je uništio mnoge druge zračne brodove. Sačuvani dio Hindenburgove konstrukcije od duraluminija isporučen je natrag u Njemačku gdje je recikliran i korišten u gradnji vojnih zrakoplova za Luftwaffe. Isto se desilo s konstrukcijama Graf Zeppelina i Graf Zeppelina II koji su otpisani 1940. godini.

## Tehničke karakteristike
Izvori podataka: Airships: A Hindenburg and Zeppelin History site
Osnovne karakteristike
- posada: 40-61
- kapacitet: 50-72 putnika
- dužina: 245 m
- širina trupa: 41 m

Letne karakteristike
- najveća brzina: 135 km/h
- motor: 4 × Daimler-Benz DB 602 diesel motora